# 门户网站
入口網站（英語：Web portal），指的是将不同来源的信息以一种整齐划一的形式整理、储存并呈现的网站。用户可以根据信息来源、信息类型、关键字检索以及其他方式，来筛选并获取在门户网站内发布的所有内容。

## 简介
根据网站架设地点和管辖范围的不同，门户网站可以分为局域网门户网站、互联网门户网站等兩大類型。根据创办者和目标用户区分，可大致分为个人门户网站、政府门户网站、企业门户网站、专业门户网站、分类信息网站、综合门户网站等。
现在，“门户网站”一词狭义用来指互联网综合门户网站，综合门户网站内容涉及目标用户日常生活的方方面面，如新闻、财经、体育、娱乐、科技、时尚、房产、医疗等不同领域的信息。比较大的综合门户网站还提供一些附属服务，比如网络接入、用户注册系统，电子邮件，电子商务、网络社区、网络游戏、网页空间等等。
不过，早期的“门户网站”如Yahoo、AOL、Excite则主要提供导航服务和搜索服务。导航网站也提供新闻页面，但是因为不是将内容存在自己的服务器上，而是向外部链接到来源站点，现在一般不认为这样的网站是门户网站。
一般来说，一个门户网站应该确保其首页链接指向的内容绝大部分都存储在自己的服务器上，并且不同页面之间有整齐划一的版式以及导航信息等，向人们宣示这是来自同一家网站的信息。为了做到这点，门户网站通常从不同的新闻或消息来源抓取信息，将这些信息复制并粘贴到自己的网站上，而不是直接提供链接。
不管是互联网还是局域网门户通常都具备一个内部检索功能，可以让用户输入关键字来搜索其所包含的内容。对于互联网综合门户网站，这个搜索一般是全互联网范围的，他们因此可能会和Google、Bing、Yahoo等一些大型搜索引擎合作推出搜索业务。

## 门户网站分类

### 个人门户网站
在该网站可以查找到关于某个人所能提供的一切上网的信息，个人文字作品、图片、声音、影片以及联系方式等等。
参阅：个人主页

### 政府门户网站
在该网站可以查到关于某个政府或者某级政府所能提供的一切上网信息，一般会提供在政府有关机构办事的帮助指南，以及线上办事的平台。
参阅：我的E政府、我們人民、中国政府网、朝鮮中央通訊社、香港政府一站通

### 企业门户网站
在该网站可以查到，企业的业务范围，最新消息，针对媒体发放的信息，以及针对投资者的信息等。
参阅：投资者关系、媒体资料包

### 专业门户网站
也叫做垂直门户网站，是以该网站自己的编辑工序整合其他媒体关于某一特定领域的报道，并托管在自己的服务器上展示。一般来说，科技、法律、体育、娱乐、财经、律师等领域比较容易出现专业门户网站。
参阅：苦勞網、好律師網、新頭殼、醫聲論壇、貓咪論壇、TWATC、樂屋網、癮科技、開眼電影網、遊戲基地、巴哈姆特電玩資訊站、Animate、4Gamer.net、Natalie、IGN、網際網路檔案館、爛番茄

### 分类信息网站
在该网站可以查到某个领域或全行业的线上个人或公司名录，交易信息等。部分网站甚至允许直接在网上发起交易。
参阅：Amazon.com、eBay、淘寶網、京東商城、DMM.com、台灣樂天市場、博客來網路書店、露天拍賣

### 综合门户网站
做得比较大的综合门户网站，一般是该国或该语言使用区域内流量排名靠前的网站。他们会将从网上多个来源收集到的信息分成不同栏目，最高层级的栏目被称为频道，而每一个频道其实都相当于一个专业门户网站。
参阅：Google、百度、Yahoo、Yandex、livedoor、PChome、hinet、天空傳媒、Rambler传媒集团、MSN、So-net、Yahoo! JAPAN、Goo、Cốc Cốc、Ask.com

## 门户网站采用的技术
构建一个门户网站需要用到的底层技术与构建其他类型的网站没有什么差别，但是门户网站有几个突出的要点。为了能够适应这些要点，也需要选用相对比较特殊的技术手段，因地制宜地进行建设。
就如定义所说，一个门户网站需要从不同的其他消息来源跟踪并抓取信息，并将信息复制到自己的服务器上生成单独的页面。这些页面的版式不可以跟来源网站相似，而应该有自己统一的风格。这要求整个抓取过程，需要只抓取这个网页当中真正有用的那一部分信息，而忽略来源网站自身的导航、版式、广告以及其他冗余信息。
门户网站还应该允许用户以不同的方式检索并使用信息，因此信息架构是必须要考虑的问题。用户可以通过首页，频道页，专题页，列表页，搜索等方式来查找文章或文章的集合。
此外，门户网站的排版非常重要。信息的呈现方式不同（图文结合还是文字？是否有视频和其他多媒体信息？），链接所在位置不同（在首页？频道头条？专题页面？）不仅会影响到信息的浏览量，以及所附带的广告价值，也会让读者对一个门户网站选取信息的方向形成自己的判断，进而推断出这个门户网站的倾向性。这跟报纸、杂志的排版其实是类似的道理。
为了适应门户这种专门的信息处理方式，而将所需要的功能专门优化，形成的专业网络建站系统就是内容管理系统。内容管理系统可以由门户自己开发，也有现成的可以选择。目前比较主要的内容管理系统包括WordPress、PHP-Nuke、Drupal、Joomla、Discuz!等。

## 概念辨析

### 门户网站与新闻网站
很多新闻网站同时也是门户网站，但根据上面的定义，门户网站也包括以本地生活为主要内容的分类信息网站，以及企业门户网站等，所以门户网站不一定都是新闻网站。
综合门户网站的每一个频道都相当于一个垂直门户网站，这样的门户中的新闻频道，同时也是一个新闻网站。

### 门户网站与商业网站
门户网站也不一定都是商业网站。现在有一些门户网站是由非营利组织运营的，其目的也是为了宣传该组织所宣扬的相关内容。